# Hackney Flashers
Las Hackney Flashers fueron un colectivo de mujeres, en líneas generales feministas y socialistas, que produjeron notables exposiciones de agitprop en la década de los 70 y principios de los 80. Trabajando en el Reino Unido durante el feminismo de la segunda ola (décadas de los 1960 a los 1980), las Hackney Flashers son un ejemplo de los colectivos que prevalecieron en la segunda mitad del siglo XX que trabajaron para crear conciencia sobre cuestiones sociales o políticas relevantes para la época. El objetivo original de este grupo era hacer visible lo invisible y documentar el trabajo de las mujeres en el hogar y fuera de él, ayudando a defender el cuidado de los niños y a mostrar los complejos problemas sociales y económicos de las mujeres.

## Principios
Los orígenes del grupo se remontan a 1974 cuando los fotógrafos Jo Spence y Neil Martinson buscaban fotógrafas para producir una exposición sobre Mujeres y Trabajo para el Consejo de Oficios de Hackney. Una diseñadora, una ilustradora, una escritora y una editora también se unieron al grupo. Los miembros se dedicaban a una variedad de ocupaciones a nivel profesional: enseñanza universitaria, fotografía comunitaria, fotoperiodismo independiente y publicación; algunos eran sindicalistas activos. En 1975 el colectivo se consolidó al adoptar el nombre de Hackney Flashers.

## Miembros
Desde el principio, la producción de las Flashers se distribuyó como el trabajo de un colectivo. Fue una decisión política que los nombres individuales nunca fueron listados, además, imágenes específicas o escritos nunca fueron acreditados. Esto puede haber llevado a una confusión posterior acerca de quién estaba en Hackney Flashers y quién trabajó en los diferentes proyectos.
Los miembros fueron: An Dekker, Sally Greenhill, Gerda Jager, Liz Heron, Michael Ann Mullen, Maggie Murray, Christine Roche, Jo Spence y Julia Vellacott. En su historia Women Photographers in Britain , Val Williams recuerda que "las nueve mujeres miembros del grupo comenzaron a estudiar el uso de la fotografía dentro del sistema capitalista y a presentar alternativas. Desempeñaron un papel decisivo en el establecimiento de un contexto en el que mujeres trabajadoras, de diferentes campos culturales, pudieran trabajar juntas en pos de un objetivo político colectivo".
Otros asociados con el grupo fueron: Helen Grace, Maggie Millman, Jini Rawlings, Ruth Barrenbaum, Nanette Salomon, Arlene Strasberg, Chris Treweek. Neil Martinson fue un miembro fundador del grupo y fue el principal punto de contacto entre el grupo y el Hackney Trades Council. Abandonó el grupo en noviembre de 1975. Terry Dennett no se unió al grupo, pero asistió a una o dos reuniones como observador.

## Finalidad política y social
El propósito y la política del grupo crecieron y se desarrollaron con el tiempo, no sin disensión y conflictos internos. Los miembros provenían de diferentes orígenes de clase y posiciones políticas. Algunas eran de izquierda, otras feministas emergentes. La práctica feminista de la agrupación se reflejó en sus tácticas de trabajar como un pequeño grupo fuera de instituciones como la academia. Trabajaron para llevar los asuntos personales y domésticos a la esfera pública. Se reunirían en las casas de los demás. La dinámica del grupo está documentada en el artículo de Liz Heron, "Who's still holding the camera" en Photography Politics:One. Uno de los objetivos del grupo era descubrir lo que estaba oculto (de ahí que se llamara 'Flashers'). Esto se vio en la primera exposición, en la que se mostraron muchas imágenes de mujeres en el trabajo (raramente registradas en su momento), y en la segunda exposición, que evidenció las complicaciones de hacer malabarismos entre el cuidado de los niños y el trabajo. Las obras fueron concebidas como campañas y educativas.
La segunda exposición también abordó cuestiones de representación, de subvertir imágenes y la dificultad de mostrar visualmente una carencia. Val Williams señala que "el uso ecléctico de gráficos, caricaturas y publicidad inició un proceso que sacó a la fotografía de sus límites tradicionales y la restableció como un medio de propaganda política cohesiva". Ambas exposiciones estaban destinadas a centros comunitarios, escuelas, reuniones sindicales y todo tipo de espacios alternativos. Los paneles aparecieron en ayuntamientos, centros de salud, conferencias, bibliotecas y en la Hayward Gallery cuando fue seleccionado por el curador John Tagg para ser incluida en las "Three Perspectives of Photography" en 1979. El colectivo también funcionó como una experiencia cooperativa de intercambio de habilidades para las mujeres que trabajan en los medios de comunicación que, en ese momento, tenían un perfil muy bajo y a menudo estaban aisladas.

## Obra
El colectivo Hackney Flashers produjo tres trabajos principales, aunque también hubo otras piezas experimentales, incluidos montajes, que se realizaron en los talleres creativos ocasionales del grupo.
- Women at Work (Mujeres en el trabajo) (1975). Esta exposición de fotografías en blanco y negro y texto escrito a mano, reconocía la contribución oculta que las mujeres hicieron a la economía y fue una firme declaración para la igualdad salarial. Era básico en concepto y ejecución, pero fue bien recibido y muy utilizado. Comenzó su vida pública en el ayuntamiento de Hackney,[14] apareció en una Conferencia Internacional Socialista Feminista en París (1977)[15] y fue expuesta en muchos lugares.

- Who’s Holding the Baby (Quién sostiene al bebé) (1978). La segunda exposición fue más sofisticada en pensamiento y estilo. Un diseñador y un ilustrador se habían unido al grupo; el colectivo experimentó en talleres y estudió el trabajo de John Heartfield en la producción montajes. Estos se utilizaron junto con una serie de fotografías que documentan Market Nursery en Hackney. Los ligeros paneles laminados eran ideales para su uso en entornos no galerísticos y, además de las fotografías, incluían ilustraciones en color y montajes. Su primera presentación fue en Centreprise Community Center en Kingsland Road, Hackney.[16] Hizo una gira por muchas partes del país y fue incluida, de manera polémica, en Three Perspectives on Photography (Tres perspectivas sobre fotografía), en la Galería Hayward en 1979.[17]
- Domestic Labour and Visual Representation (Trabajo doméstico y representación visual) (1980). Un paquete educativo (24 diapositivas y un folleto) usando el trabajo de Hackney Flashers con la intención de fomentar la participación activa y crítica de los estudiantes en los temas.[18]

## Vida después e influencia
El colectivo se dividió a principios de los años 80 aduciendo diferencias políticas y el deseo de trabajar en otros proyectos. Los miembros del Colectivo continuaron desarrollando sus propias carreras o participando en nuevos campos. Sally Greenhill trabajó como fotoperiodista, Liz Heron trabajó como periodista y traductora literaria y es autora de libros de ficción y no ficción; Michael Ann Mullen se convirtió en directora de Fotografía en el GLC y más tarde dio clases de historia de la fotografía en la Universidad de Middlesex ; Maggie Murray (con Val Wilmer) creó Format Photographers, una agencia de fotografía para mujeres; Christine Roche continuó como dibujante e ilustradora y enseñó en el London College of Printing; Jo Spence produjo libros y exposiciones sobre salud y representación. Ella murió en 1992. Julia Vellacott fue editora en Penguin Books. El contacto informal y la colaboración entre muchos de los Flashers se prolongaron durante muchos años y continúan aún.
El trabajo de Hackney Flashers ha sido destacado en las historias de la fotografía y en las prácticas artísticas del collage y el montaje.
Más allá de la exhibición inicial, los proyectos de las Hackney Flashers han sido incluidos en varias exposiciones importantes en los últimos años. Estas han incluido:
2000: Protest and Survive en la Whitechapel Gallery, curada por los artistas Matthew Higgs y Paul Noble.
2005–2006: Jo Spence: Beyond the Perfect Image, Photography, Subjectivity, Antagonism en el Museu d'Art Contemporani de Barcelona 27 de octubre de 2005 - 15 de enero de 2006. Los curadores fueron Jorge Ribalta y Terry Dennett.
2012: Who's Still Holding the Baby? Hackney Flashers, 1978. Exposición en The Women's Art Library, Goldsmiths University of London, 1–30 de junio de 2012, curada por el Dr. Hazel Frizell.
2012: Jo Spence: Work I, SPACE, Londres, 1 de junio - 15 de julio de 2012.
2012-2013: Transmitter Receiver: The Persistence of Collage, una exposición itinerante del Arts Council, Middlesbrough, Woking, Walsall, Lincoln, Aberystwyth, Carlisle.
En 2014, los antiguos miembros del grupo lanzaron un sitio web de Hackney Flashers y organizaron un evento por su 40 aniversario.

## Otras lecturas
- Transmitter Receiver: The Persistence of Collage, una exposición de la Colección del Consejo de las Artes, Caroline Douglas y Jill Constantine, Hayward Publishing (Londres, 2011).
- Left Shift: Radical Art in 1970s Britain, Walker, John A. (Londres y Nueva York: I. B. Tauris, 2002).
- The Other Observers: Women Photographers in Britain 1900 to the present, Williams, Val (Londres: Virago Press, 1986).
- Jo Spence: Beyond the Perfect Image, Photography, Subjectivity, Antagonism, 2005, con motivo de una exposición en el Museu d'Art Contemporani de Barcelona 27 de octubre de 2005 - 15 de enero de 2006. Publicado en el Museu d'Art Contemporani de Barcelona. Curadores Jorge Ribalta y Terry Dennett
- Women’s Art Slide Library, Goldsmiths Library, Hackney Flashers box file
- Surveyors and Surveyed, Price, Derrick, en Wells, Liz (ed. ) Photography: A Critical Introduction (Londres y Nueva York: Routledge, 2004, tercera edición).

- Datos: Q5637365